# Pavel Slezák
Pavel Slezák (basketbalista) (* 25. srpna 1984 Brno) je český basketbalista hrající národní basketbalovou ligu za Dekstone Tuři Svitavy. Hraje na pozici rozehrávače nebo křídla.
Je vysoký 185 cm, váží 105 kg.

## Kariéra
- 2002 – 2005 : Houseři Brno
- 2005 – 2006 : Handicap Brno
- 2006 – 2007 : Brněnský basketbalový klub
- 2008 – ???? : ČEZ Basketball Nymburk

## Statistiky
| Sezóna   | Soutěž      | Odehrané minuty | Průměr na zápas | Body | Průměr na zápas |
| -------- | ----------- | --------------- | --------------- | ---- | --------------- |
| 2002/03  | Mattoni NBL | 76.3            | 5.9             | 14   | 1.1             |
| 2003/04  | Mattoni NBL | 421.8           | 14.5            | 124  | 4.3             |
| 2004/05  | Mattoni NBL | 458.5           | 16.4            | 172  | 6.1             |
| 2005/06  | Mattoni NBL | 814.8           | 27.2            | 369  | 12.3            |
| 2006/07* | Mattoni NBL | 530.4           | 27.9            | 202  | 10.6            |

 *Rozehraná sezóna - údaje k 20.1.2007 